# 信託型従業員持ち株制度
信託型従業員持ち株制度（しんたくがたじゅうぎょういんもちかぶせいど）は、従業員持株会という既存の集団的株式投資スキームを用い、従前の従業員持株会では市場から定期的に株式の買付けを行っていたものを、3年から5年程度の一定期間について会社が用意する信託や中間法人などのビークルからの買付けに切り替えるスキームである。
会社が用意する信託等が、自社株式を先行取得することを目的としているため、会社が株式取得資金を拠出すると明確に自己の資金による自己株式の取得にあたってしまう。このため、資金の出所が曖昧になるよう、信託等のビークルが借り入れを行うものとされている。従業員持株会では、従業員の株式購入資金は給与天引きとなっているため、従業員は意識することなく、資金がビークルの借り入れに対する返済原資に当てられる結果となる。形式的には、従業員が株式購入資金の前借りをさせられているといえ、金融的にみると、従業員の給与を担保としてスキームが設計されるため、ビークルのキャッシュフローは安定性に大きな問題があり、会社の保証がなければ成り立たない。また、従業員給与の支払いも天引きも会社が行うため、スキームの借り入れ返済は完全に会社の責任において行われる必要がある。
かつて日本版ESOPの一種として報道等がなされており、2010年5月現在でも複数の金融業者によって、米国で普及している従業員持ち株制度（ESOP）であるかのような宣伝が行われているが、米国にも他の諸外国にも、このような制度あるいは類似の金融スキームは存在していない。

## 制度の実態
現在は、信託を用いる形態が主流となっているが、最初に日本版ESOPを謳って導入されたスキームは、信託ではなく中間法人を用いて株式プールをつくるものであり、現在流行しているスキームのように、残存株式の売却代金を従業員に分配するものではなく、この代金について会社が受領するものであったが、実態と効果はほとんど同じである。
ESOPが安定継続的な会社制度として運営されるのに対して、一時的（漸減しながら3年から5年程度で終了）なものであること、ESOPでは会社が自社の株式の市場価格変動リスクを負わないのに対して、会社が損失を負担すること、ESOPが従業員の私有財産に雇用者会社株式を無償で付与するのに対して、従業員の私有財産の拠出により雇用者会社株式の購入をさせるものであるなど、ESOPとは、目的も効用も異なるものである。
米国においては、従業員が自らの拠出によって雇用者株式を購入する場合の補助的な制度として、423ESPPs（Employee Stock Purchase Plans:従業員株式購入制度）と401(k)確定拠出型年金プランにおける雇用者株式購入部分がある。423ESPPsは、購入代金を給与天引きでき、1年半程度の勧誘期間中の株価の最安値から15％程度のディスカウントを与えて、従業員による株式購入を促すことができる。日本の従業員持株会に相当する制度であるが、全額会社負担であるESOPに比べて魅力的でないと言われている。また、401(k)プランは、ESOPと同様の年金形式でありながら会社負担が軽減できることから、一時ESOPからの転換が進んだが、エンロン事件等の教訓から拠出額の上限規制など従業員への自社株投資勧誘が抑制される方向で制度運用が厳格化されている。
このように見てみると、信託型従業員持ち株制度が「米国ESOPのスキームを参考につくられたインセンティブプラン」などと説明されることがあるが、米国のESOPが禁止している従業員による拠出を前提とするなど、ESOPの主旨に反する点が多く、反面どこに共通点があるのか不明であり、ESOPが持ち出される理由も不明であるだけでなく、誤った導入誘因となる危険性が高い。また、エンロン事件など、従業員による株式購入を推奨することで悲劇が拡大した米国での経営陣による不正事件の教訓が活かされていないということができる。また、スキーム導入後に株価が下落すれば会社も従業員も共に損失を蒙るが、スキームを提供する金融機関は、会社の保証によって利益が確定されていることから、「利益は私のもの、損失は顧客のもの」というウォール・ストリート流のグリーディズムさながらであると揶揄される。

## 制度の効用
導入した会社の説明によれば、導入目的の多くは従業員持株会の活性化による財産形成の補助拡大であるとされている。また、信託管理人が従業員の意思を反映して議決権を行使するためコーポレート･ガバナンスを向上させる効果が期待できるとするものもあるが、いずれの効果にも実証されたものはない。
制度の導入後、従業員への売却株価が一定水準以上であった場合、従業員持株制度（持株会）への参加者は、制度（信託）終了後に株価上昇分の一部を受け取ることができる。この点でストック・オプションに類似しているが、ストック・オプションが、会社の指定する者への付与であって会社の選択によるのに対して、任意参加である従業員持株制度（持株会）の参加者に利益を供与することとなる点が異なる。
会社は、一時的な自社株式プールをつくることができるほか、制度導入時にスキームに対して株式を発行（自己株式を処分）することにより、資金調達が可能となる。この資金調達原資はスキームの借入金であるため、自己株式の売却代金を返済原資とする借入と同じである。従って株価が保証料相当分を補って上昇しなければ、スキームの借入金利その他借入費用の補填が必要となる。

## 信託の構成
信託は会社の補償に基づいて借入を行い、会社株式をあらかじめ購入したうえで、定期的に従業員持株会に転売する。会社が補償を行うのは、株価が下落すると信託に株式売却損と資産不足による債務超過が生じ、借入の返済が不能となるためである。株価が上昇した場合には、信託株式が余剰となるので、これを換価したうえで従業員等に分配する。損益を確定させる必要があるため、スキームは3年から5年程度の短期間で終了（信託株式数は漸減）するほか、期間中の株価に対する危険は会社が負担するが、従業員に対する補填ではなく、金融機関借入に対する債務保証の履行である。
このスキームにおいて利用される信託は、受益者不存在の他益信託と説明されているが、実質的な受益者が従業員なのか従業員持株会なのかについては明確にされていない。

## 会計・税務関連
信託において保有される株式は、会社が取得費用を立替負担しているのと同じであるため、従業員持株会に実際に売却されるまでの間は、通例では会計上の自己株式とみなされる
また、信託が株式を買い付けるための資金は、信託の借入によって賄われるが、設定後に株価が下落すると信託に損が発生し、借入の返済ができなくなるため、通常の銀行借入れは行うことが出来ず、会社による損失補填契約が必要となる点で、信託を連結子会社とする考え方もある。（中間法人等の法人格ある器を利用すると、会社による財務的な支配が明確であるため連結子会社とみなされるが、信託であれば、実態がこれと同じであっても子会社ではないとする見方もある。）

## その他の留意事項
スキームの設定に際して、会社が信託に対して自己株式の処分を行うケースがある。この場合、スキーム開始後に株価が下落した場合には、この補填を会社が約束しているため、自己株式処分価格を事後的に引き下げたのと同じ結果となる。このことからこのような自己株式の処分が公正な処分に当たるかどうか疑わしい場合があると指摘されている。 同様に、新株発行を検討する場合には、会社が補償する借入金が新株払込金に充当されることとなるため、見せ金増資ではないかとの指摘もある。（実際の払い込みは、従業員持株会を通じた従業員の買い付け時点となるため、実質的には分割払い込みと同様となる。但し、払い込み未達分は会社自身が払い込むこととなるため、やはり不公正発行の疑いを生じる。） 市場から買い付ける場合には、自己株式取得手続きの潜脱である可能性が高いほか、本来であれば数年に及ぶ買付株式を一気に取得することとなるため、作為的相場形成に利用される危険性も指摘されている。
一方、従業員の側からみると、市場買付けを信託からの買付けに変更するだけであれば経済的なメリットは生じない。また、株価が下落しても以前と変わらず買い下がっていくだけであるため、損失回避のメリットもない。株価が一定以上上昇した場合に限り、スキーム設定時に比べて買付単価が上昇した分の一定部分が還元される可能性があるのに過ぎない。むしろ、株価上昇分の還元以外は従業員にとっては既存の従業員持株会と変わらないものであり、そもそも従業員の資金拠出を前提とする自社株購入勧誘スキームであることから、従業員持株会への新規加入等によって実質的な労働分配は減少する。従業員が株価上昇メリットを享受したい場合には、スキームの存続期間中は従業員持株会から脱退することができないため、投資判断に対する誤った誘因となる危険性がある点に注意が必要である。
このように見ていけば、従業員持株会活用スキームの導入のねらいは、ESOPのような従業員と会社、株主と従業員との関係を明らかにして、労働インセンティブの創造と資本の再分配を狙うものではなく、会社経営者に都合の良い株式プールを一時的に作り上げるか、処分先に困っている自己株式の都合の良い処分先を従業員持株会に求めるものである以外の説明は困難であるということができる。むしろ、従業員持株会は、一般的に株価上昇時には単元株の引き出し売却が起き易いため、これを抑制する効果を会社側が期待しているものと考えられる。また、ESOPとは異なり、従業員の個人財産の拠出による会社株式購入であるため、仮に会社が破綻した場合であっても従業員に対する保護は一切なされない。
この一方で大企業の経営側としては、多くの場合に従業員（正社員）に給料を払い過ぎていると感じており、自社株購入させることで実質的な給料の返納を期待できるか、或いは自社株を購入しない者はロイヤリティー不足として排斥する口実となることから、雇用・待遇調整の手段として選好されているとの声が聞かれる。
このようないくつかの点から、ESOPとは正反対の、従業員の管理抑圧効果を狙っているものということができるものであり、かつてこのスキームを日本版ESOPと称する向きが存在したが、現状ではまったく別種のスキームとしての理解が進んでいる。
なお、先行してこのスキームを導入したケースでは、そこそこの株価パフォーマンスを示す会社がある一方で、相当の損失を被る可能性のある会社が続出しているものとみられる。新規に導入を検討する場合には、導入時の株価が底値近辺であり、損失発生のおそれが少ないことを取締役が疎明できるようにする必要があるものと考えられる。

## 参考資料
「信託型従業員持ち株制度、自社株上昇にらみ拡大、今年度8から27社へ、収益回復念頭に。」2010年3月6日、日本経済新聞夕刊 1面　